# Замбони, Фрэнк
Фрэнк Джозеф Замбо́ни-младший (англ. Frank Joseph Zamboni, Jr.; 16 января 1901, Eureka, Юта — 27 июля 1988, Парамаунт, Калифорния) — американский изобретатель, инженер и предприниматель, наиболее известный благодаря изобретению ледового комбайна (ресурфейсер), служащего для восстановления льда на катках.
Его фамилия стала торговой маркой производителя подобных машин Zamboni Company, а также эпонимом — ледовый комбайн часто называют «замбони», независимо от марки или производителя.

## Биография
Замбони родился в 1901 году в Эуреке (штат Юта) в семье итальянских иммигрантов. Вскоре его родители купили ферму в Лава-Хот-Спрингс (штат Айдахо), недалеко от Покателло, где он и вырос. В 1920 году семья переехала в пригород Лос-Анджелеса (штат Калифорния), где Фрэнк и его старший брат Джордж работали автомеханиками. В 1921 году Фрэнк учился в Чикаго, а после возвращения оттуда вместе со своим младшим братом Лоуренсом открыл собственный бизнес.
В 1927 году Фрэнк и Лоуренс начали изготавливать блоки льда для местных фермеров. В 1930-х годах начали распространяться электрические холодильники и в 1939-м братья продали свой бизнес, оставив себе холодильное оборудование, с помощью которого намеревались создать каток.
В 1940 году братья открыли каток Iceland размером 30 на 60 метров, который стал одним из крупнейших в стране (одновременно на нем могли находиться до 800 катающихся). Фрэнку удалось создать ровный лед, без бугров из-за проходящих подо льдом охлаждающих труб. На выравнивание льда уходило от полутора часов в день, во время которых три или четыре человека вручную выравнивали, чистили и повторно заливали поверхность. Иногда для выравнивания (срезания верхнего слоя) применялись машины.
В 1949 году Фрэнк изобрел машину, которая позволяла выравнивать, промывать и повторно заливать лед одному человеку всего за 10 минут. К 1953 году он получил патент US2642679 на эту установку. В начале 1950-х эти машины создавались на базе полноценных Jeep CJ-3B. Вторую и третью машины купила у Замбони олимпийская чемпионка по фигурному катанию Соня Хени, использовавшая их для подготовки льда во время своего гастрольного тура.
Начиная с 1956 года в качестве основы машин стало использоваться шасси Jeep без кузова и кабины (Model F). С 1964 года использовалось шасси собственной разработки.
Спрос на подобные машины был столь высоким, что компании Фрэнка пришлось открыть второй завод в Брантфорде (провинция Онтарио, Канада), и филиал в Швейцарии. Название «Zamboni» стало торговой маркой, и иногда используется в качестве нарицательного названия любых подобных машин.
Фрэнк Замбони умер в 1988 году в возрасте 87 лет. С момента основания компания Замбони, Frank J. Zamboni & Co. Inc, продала более 10 тысяч ресурфейсеров. Десятитысячный агрегат был передан клубу Монреаль Канадиенс в апреле 2012 года для использования в комплексе Белл-центр.

## Награды и признание
- Фрэнк Замбони был удостоен звания почетного доктора технических наук Университета Кларксона в Потсдаме, Нью-Йорк в 1988 году.
- В 2000 году имя Замбони было внесено в список почета Зала славы США по фигурному катанию[6].
- В 2006 году имя Замбони было внесено в список почета Зала славы мирового фигурного катания и Всемирного музея фигурного катания.[7]
- В 2007 году имя Замбони внесено в список почета Национального Зала славы изобретателей США.
- В 2009 году имя Замбони внесено в список почета Зала хоккейной славы США.
- 16 января 2013 года в честь 112 дня рождения Замбони интернет-портал Google опубликовал интерактивный логотип Google (Doodle)[8][9].